# Аруна Діндан
Аруна́ Дінда́н (фр. Aruna Dindane, нар. 26 листопада 1980, Абіджан) — колишній івуарійський футболіст, що грав на позиції нападника.
Виступав, зокрема, за клуби «Андерлехт» та «Ланс», а також національну збірну Кот-д'Івуару, у складі якої був учасником чотирьох кубків африканських націй та двох чемпіонатів світу.

## Клубна кар'єра
Народився 26 листопада 1980 року в місті Абіджан. Вихованець футбольної школи клубу «АСЕК Мімозас», де навчався поряд з такими гравцями як Коло Туре, Бубакар Баррі, Бакарі Коне, Дідьє Зокора та іншими майбутніми збірниками.
Дорослу футбольну кар'єру розпочав 1999 року в основній команді того ж клубу, вигравши Суперкубок КАФ, в якому забив вирішальний другий гол в овертаймі у ворота туніського «Есперанс» (3:1). У тому ж 1999 році Аруна з 13 голами став найкращим бомбардиром чемпіонату Кот-д'Івуару та володарем Кубка Кот-д'Івуару, а в наступному став з командою чемпіоном країни.
Своєю грою привернув увагу представників тренерського штабу бельгійського клубу «Андерлехт», до складу якого приєднався 2000 року. У новій команді практично одразу став гравцем основного складу і протягом п'яти сезонів вигравав Чемпіонат Бельгії у сезонах 2000/01 і 2003/04, та Суперкубок Бельгії у 2000 і 2001 роках.
У 2003 році отримував нагороди найкращого гравця бельгійського чемпіонату і найкращого гравця африканського походження. Грав у матчах групових етапів Ліги чемпіонів протягом чотирьох сезонів, а у розіграші Кубка УЄФА 2002/03 грав в 1/8 фіналу.
У червні 2005 року уклав 5-річний контракт з французьким клубом «Ланс». Після укладення контракту, було заявлено, що до 2010 року Діндан не продається. У складі клубу того ж року він виграв Кубок Інтертото. У розіграші Кубка УЄФА 2006/07 грав в 1/8 фіналу. У сезоні 2007/08 «Ланс» зайняв 18-е місце і вибув у Лігу 2. 3 травня 2008 року в матчі проти «Монако» отримав травму коліна, через що зміг повернутись в футбол лише в січні 2009 року. Незважаючи на тривалу відсутність Діндана, в тому сезоні клуб зайняв перше місце в Лізі 2 і повернувся у Лігу 1.
25 серпня 2009 року за 4 мільйони фунтів стерлінгів був відданий в річну оренду з правом подальшого придбання у клуб англійської прем'єр-ліги «Портсмут». Дебютував у Прем'єр-лізі 26 вересня 2009 року в матчі проти «Евертона». Гра закінчилася поразкою «Портсмута» з рахунком 0:1. 31 жовтня Діндан зробив хет-трик у грі з «Віган Атлетик». М'яч, забитий на 35-й хвилині зустрічі, став для футболіста першим в сезоні. Всього Діндан забив 8 голів в 19 матчах. У сезоні 2009/10 клуб зайняв останнє місце і вибув у Чемпіоншип, тим не менш він зумів запам'ятатись уболівальникам чудовим голом у ворота «Манчестер Юнайтед», практично з нульового кута. Головний успіх команди в сезоні 2009/10 — вихід в фінал Кубка Англії. 15 травня 2010 року Діндан відіграв весь матч проти «Челсі», який завершився перемогою лондонців з рахунком 1:0.
По завершенні оренди, футболіст повернувся в розташування «Ланса». В кінці травня 2010 року за 3 мільйони євро він був придбаний катарським клубом «Лехвія», який здобув право грати у вищій лізі катарського чемпіонату. За підсумками сезону 2010/11 став з командою чемпіоном Катару.
У січні 2012 року Діндан погодився приєднатися до іншого катарського клубу «Аль-Гарафи», де грав до кінця сезону, ставши володарем кубка Катару.
27 травня 2012 року івуарієць підписав однорічний контракт із третім у своїй кар'єрі катарським клубом, «Аль-Сайлією». Після половини сезону з командою він був звільнений і почав тренуватися з англійським «Лідс Юнайтед». 23 березня 2013 року він підписав контракт з «Крістал Пелас» до кінця сезону. Він був звільнений незадовго до кінця сезону, так і не дебютувавши за клуб, через те, що у тренерського штабу були сумніви в його фізичній підготовці.

## Виступи за збірну
9 квітня 2000 року дебютував в офіційних матчах у складі національної збірної Кот-д'Івуару в грі проти збірної Руанди. 
У складі збірної був учасником Кубка африканських націй 2002 року у Малі, де зіграв у одному матчу, але його збірна зайняла останнє місце у групі.
Після того як івуарійці не пройшли кваліфікацію на КАН-2004, в січні 2006 року Діндан поїхав на другий у своїй кар'єрі Кубок африканських націй в Єгипті, де команда дійшла до фіналу і здобула «срібло», проте ще 22 січня 2006 року Аруна змушений був покинути турнір після смерті однієї зі своїх дочок-близнят.
Влітку того ж року Діндан виступав на першому в історії збірної чемпіонаті світу 2006 року у Німеччині, на якому він зробив дубль в матчі 3 туру проти збірної Сербії і Чорногорії і допоміг африканцям зробити камбек 3:2. Тим не менш, команда не змогла вийти у наступний раунд через попередні поразки 1:2 від Аргентини і Нідерландів.

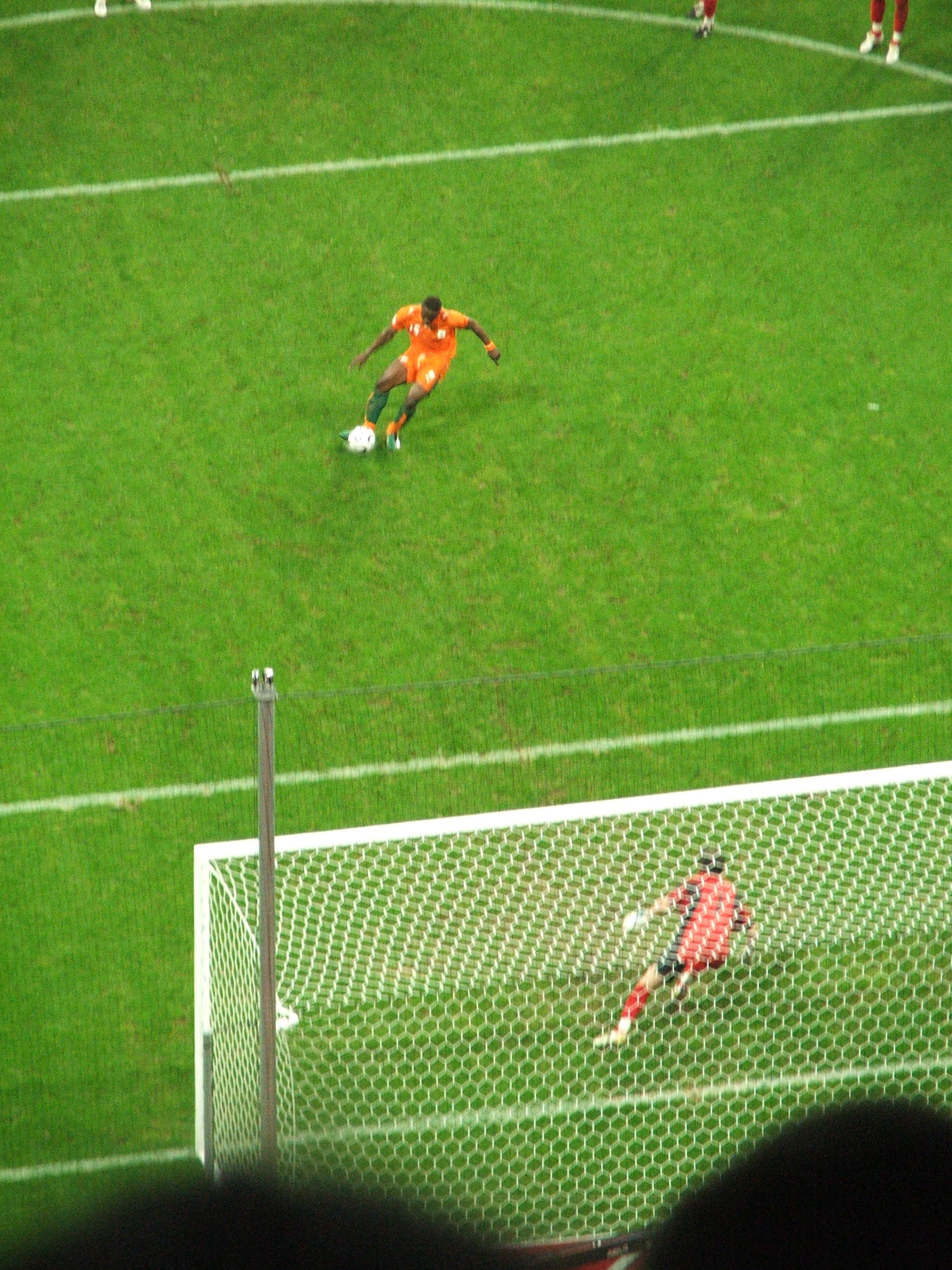
Аруна Діндан забиває з пенальті перший гол у ворота збірної Сербії і Чорногорії на чемпіонаті світу. 21 червня 2006 року.

Після цього грав на Кубку африканських націй 2008 року у Гані, де забив гол у груповому матчі проти Беніна (4:1), а сама команді стала четвертою на турнірі.
2010 року грав на Кубку африканських націй в Анголі та чемпіонаті світу у ПАР, проте знову не подолала груповий етап. Саме остання гра збірної на «мундіалі», 25 червня 2010 року проти збірної КНДР (3:0), стала останньою грою Діндана за збірну, який завершив міжнародну кар'єру після цього турніру.
Всього протягом кар'єри у національній команді, яка тривала 11 років, провів у формі головної команди країни 62 матчі, забивши 18 голів.

## Статистика виступів

### Статистика клубних виступів
| Сезон                    | Команда                  | Чемпіонат                | Чемпіонат | Чемпіонат | Національний кубок | Національний кубок | Національний кубок | Континентальні кубки | Континентальні кубки | Континентальні кубки | Інші змагання | Інші змагання | Інші змагання | Усього | Усього |
| Сезон                    | Команда                  | Ліга                     | Ігор      | Голів     | Ліга               | Ігор               | Голів              | Ліга                 | Ігор                 | Голів                | Ліга          | Ігор          | Голів         | Ігор   | Голів  |
| ------------------------ | ------------------------ | ------------------------ | --------- | --------- | ------------------ | ------------------ | ------------------ | -------------------- | -------------------- | -------------------- | ------------- | ------------- | ------------- | ------ | ------ |
| 1999                     | «АСЕК Мімозас»           | A                        | 0         | 0         | —                  | —                  | —                  | СКАФ                 | 1                    | 1                    |               |               |               | 1      | 1      |
| 2000                     | «АСЕК Мімозас»           | A                        | 22        | 9         | —                  | —                  | —                  | —                    | —                    | —                    | —             | —             | —             | 22     | 9      |
| Усього за «АСЕК Мімозас» | Усього за «АСЕК Мімозас» | Усього за «АСЕК Мімозас» | 22        | 9         |                    |                    |                    |                      | 1                    | 1                    |               |               |               | 23     | 10     |
| 2000-01                  | «Андерлехт»              | ЛЖ                       | 26        | 5         | КБ                 | 0                  | 0                  | ЛЧ                   | 6                    | 1                    | —             | —             | —             | 32     | 6      |
| 2001-02                  | «Андерлехт»              | ЛЖ                       | 28        | 10        | КБ                 | 0                  | 0                  | ЛЧ                   | 5                    | 1                    | СБ            | 0             | 0             | 33     | 11     |
| 2002-03                  | «Андерлехт»              | ЛЖ                       | 23        | 6         | КБ                 | 0                  | 0                  | КУЄФА                | 5                    | 1                    | —             | —             | —             | 28     | 7      |
| 2003-04                  | «Андерлехт»              | ЛЖ                       | 25        | 15        | КБ                 | 0                  | 0                  | ЛЧ                   | 7                    | 4                    | СБ            | 0             | 0             | 32     | 19     |
| 2004-05                  | «Андерлехт»              | ЛЖ                       | 29        | 14        | КБ                 | 0                  | 0                  | ЛЧ                   | 6                    | 0                    | —             | —             | —             | 35     | 14     |
| Усього за «Андерлехт»    | Усього за «Андерлехт»    | Усього за «Андерлехт»    | 131       | 50        |                    | 0                  | 0                  |                      | 29                   | 7                    |               | 0             | 0             | 160    | 57     |
| 2005-06                  | «Ланс»                   | Л1                       | 28        | 6         | КФ+КЛ              | 0+0                | 0                  | Інт+КУЄФА            | 1+6                  | 0+1                  | —             | —             | —             | 35     | 7      |
| 2006-07                  | «Ланс»                   | Л1                       | 34        | 11        | КФ+КЛ              | 0+0                | 0                  | КУЄФА                | 6                    | 3                    | —             | —             | —             | 40     | 14     |
| 2007-08                  | «Ланс»                   | Л1                       | 28        | 8         | КФ+КЛ              | 0+0                | 0                  | КУЄФА                | 4                    | 3                    | —             | —             | —             | 32     | 11     |
| 2008-09                  | «Ланс»                   | Л2                       | 12        | 2         | КФ+КЛ              | 0+0                | 0                  | —                    | —                    | —                    | —             | —             | —             | 12     | 2      |
| Усього за «Ланс»         | Усього за «Ланс»         | Усього за «Ланс»         | 102       | 27        |                    | 0                  | 0                  |                      | 17                   | 7                    |               |               |               | 119    | 34     |
| 2009-10                  | «Портсмут»               | ПЛ                       | 19        | 8         | КА+КЛ              | 3+2                | 1+1                | —                    | —                    | —                    | —             | —             | —             | 24     | 10     |
| 2010-11                  | «Лехвія»                 | СЛ                       | 19        | 4         | —                  | —                  | —                  | —                    | —                    | —                    | —             | —             | —             | 19     | 4      |
| 2011-12                  | «Лехвія»                 | СЛ                       | 4         | 1         | —                  | —                  | —                  | —                    | —                    | —                    | —             | —             | —             | 4      | 1      |
| Усього за «Лехвію»       | Усього за «Лехвію»       | Усього за «Лехвію»       | 23        | 5         |                    |                    |                    |                      |                      |                      |               |               |               | 23     | 5      |
| 2011-12                  | «Аль-Гарафа»             | СЛ                       | 6         | 1         | —                  | —                  | —                  | ЛЧ                   | 5                    | 1                    | —             | —             | —             | 11     | 2      |
| 2012-13                  | «Аль-Сайлія»             | СЛ                       | 8         | 2         | —                  | —                  | —                  | —                    | —                    | —                    | —             | —             | —             | 8      | 2      |
| 2012-13                  | «Крістал Пелес»          | Ч                        | 0         | 0         | КА+КЛ              | 0+0                | 0                  | —                    | —                    | —                    | —             | —             | —             | 0      | 0      |
| Усього за кар'єру        | Усього за кар'єру        | Усього за кар'єру        | 311       | 102       |                    | 5                  | 2                  |                      | 52                   | 16                   |               | 0             | 0             | 368    | 120    |

### Збірна
| Збірна Кот-д'Івуару | Збірна Кот-д'Івуару | Збірна Кот-д'Івуару |
| Роки                | Ігри                | Голи                |
| ------------------- | ------------------- | ------------------- |
| 2000                | 4                   | 1                   |
| 2001                | 6                   | 1                   |
| 2002                | 2                   | 0                   |
| 2003                | 5                   | 2                   |
| 2004                | 6                   | 5                   |
| 2005                | 8                   | 3                   |
| 2006                | 8                   | 4                   |
| 2007                | 5                   | 1                   |
| 2008                | 7                   | 1                   |
| 2009                | 1                   | 0                   |
| 2010                | 10                  | 0                   |
| Всього              | 62                  | 17                  |

## Титули і досягнення

### Командні
- Володар Суперкубка КАФ

«АСЕК Мімозас»:1999
- Чемпіон Кот-д'Івуару (1):

«АСЕК Мімозас»: 2000
- Володар кубка Кот-д'Івуару (1):

«АСЕК Мімозас»: 1999
- Чемпіон Бельгії (2):

«Андерлехт»: 2000-01, 2003-04
- Володар Суперкубка Бельгії (2):

«Андерлехт»: 2000, 2001
- Володар Кубка Інтертото (1):

«Ланс»: 2005
- Срібний призер Кубка африканських націй: 2006

### Особисті
- Футболіст року в Бельгії: 2003